# MH Kapos Bázisrepülőtér
Az MH Kapos Bázisrepülőtér, avagy a taszári légibázis (ICAO: LHTA) egy jelenleg használaton kívüli katonai légibázis közvetlenül Taszár mellett, Somogy vármegyében, nagyjából 10 kilométerre keletre Kaposvártól.
1936-tól 1995-ig a Magyar Honvédség (MH) és elődei (Magyar Néphadsereg, illetve Magyar Királyi Honvédség) használták, majd 1995 és 2004 között a délszláv háború rendezésével kapcsolatos légi műveletek egyik bázisaként üzemeltette az Amerikai Egyesült Államok Légiereje (USAF). Ezen időszak során NATO légibázisként is funkcionált az IFOR, majd SFOR alakulatokat is kiszolgálva.
Az amerikaiak 2004. június 30-án ürítették ki a repülőteret, ami 2005 októberében zárt be teljesen, és azóta is használaton kívül van.

## Története
A repülőteret 1928-ban kezdték építeni és 1929. szeptember 1-jén adták át a nagyközönségnek. Kezdetben kizárólag kereskedelmi repülőtérként funkcionált, majd a második világháború közeledtével, 1936-ban a Magyar Királyi Honvédség átvette az üzemeltetését és katonai bázissá alakította.
1944-ben a visszavonuló németek komoly károkat okoztak az infrastruktúrában, amit a háború után a szovjetek rendbe hozattak.
1949-1950-ben kényszermunkásokat is alkalmazva épült meg a mai repülőtér, amit az 1950-ben alakult MN 50. Vadászrepülő Ezred vett birtokba. Kezdetben Jakovlev (Jak), az 1960-as évek elejétől pedig MiG gyártmányú harci gépek állomásoztak itt.
1982-ben a 101. Felderítő Repülőszázad bázisa is Taszárra költözött. A repülőszázad 15 db Szu-22M3K vadászbombázókkal rendelkeztek. 1992-ben az itt állomásozó alakulatokat MH 31. Kapos Harcászati Repülőezred néven szervezték újjá.
Az Országgyűlés 1995 novemberében engedélyezte az amerikai és a NATO alakulatok áthaladását és állomásoztatását Magyarországon. Az amerikai erők ekkor a kalocsai repülőtér, a sármelléki repülőtér, a kiskunlacházi repülőtér és a taszári repülőtér lehetőségeit vizsgálták meg és végül a kifutó hossza és a reptér elhelyezkedése miatt Taszár mellett döntöttek. A Magyar Légierő itt állomásozó alakulatai ekkor a pápai katonai repülőtérre költöztek.
Az amerikaiak délszláv missziójának központjaként 1996-tól egy ideig a Predatorok bevetési bázisaként, valamint kiképző központként is funkcionált.
A komplexum átlagosan nagyjából húszezer embert szolgált ki egyszerre, amibe a katonai és a civil személyzeten, valamint a bevetésre induló, illetve onnan ide pihenni visszatérő, vagy itt kiképzésen részt vevő katonák is benne vannak.

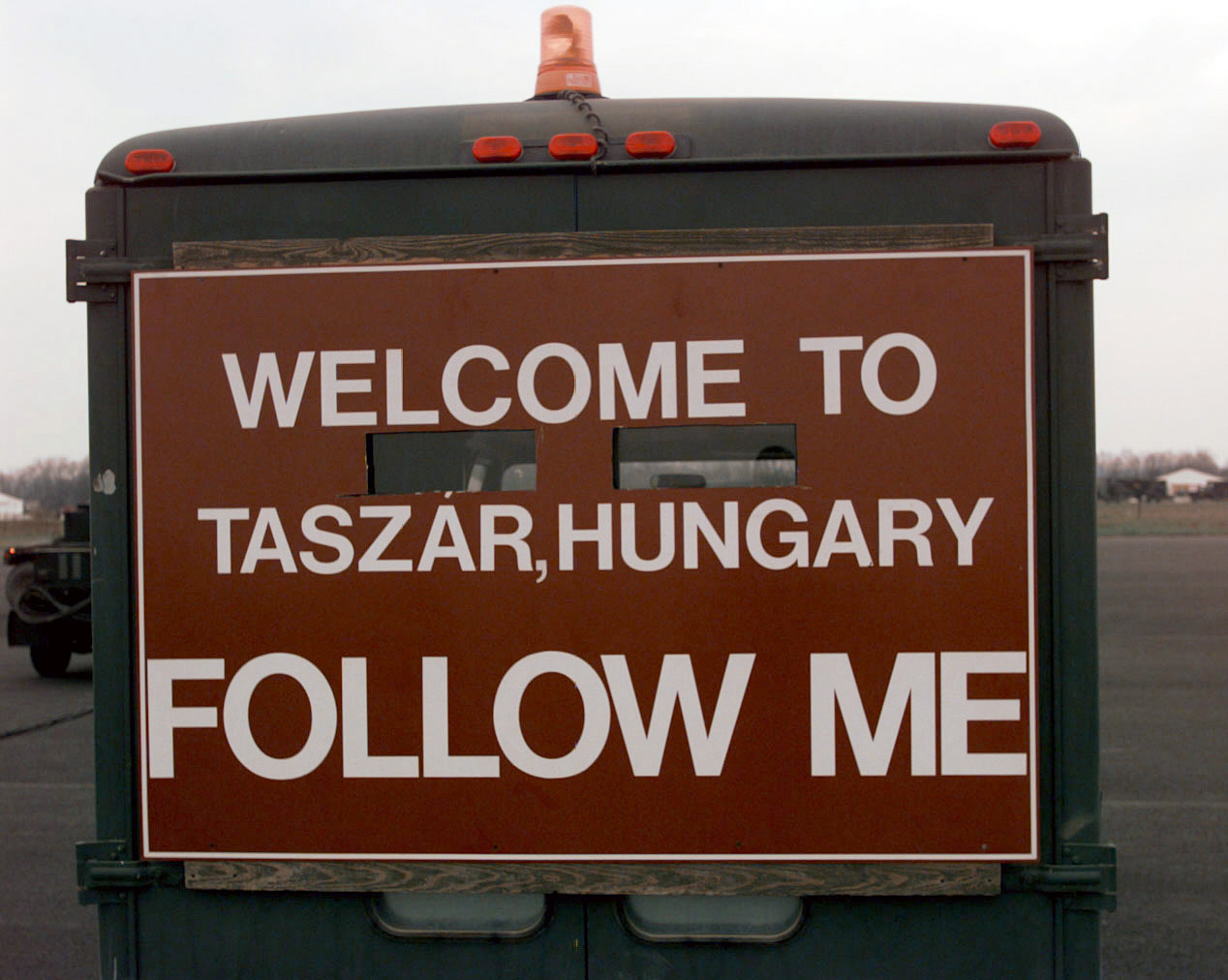
Üdvözlőszöveg egy taszári felvezető kocsi hátulján (1997)

1996-ban az akkori amerikai elnök, Bill Clinton is ellátogatott Taszárra. 2003-ban felmerült, hogy az amerikai hadsereg itt is képezne iraki rendőröket, de ebből végül nem lett semmi. A délszláv misszió sikerével a légibázis fenntartása okafogyottá vált, ezért a bérleti szerződést felmondták, a reptér kiürítése után, 2004. június 30-án pedig ünnepélyes keretek között levonták az amerikai zászlót és visszaadták a területet Magyar Honvédségnek.
A magyar hadsereg 2005. október elsejével gazdasági megfontolásból teljesen bezárta a repteret, ami azóta is szinte teljesen kihasználatlanul áll. 2009-ben a repteret üzemeltető Taszár Airport Kht. is megszűnt.
A reptér 2010-ben 45 százalékban Somogy megye, 45 százalékban Kaposvár, 10 százalékban pedig Taszár önkormányzatának tulajdonában volt. A mintegy 540 hektáros területből 32 hektárnyit (5%-ot) 2009-ben 64 millió forintért eladtak a KaposBusznak.
A terület többi részére többszöri próbálkozás ellenére sem sikerült vevőt találni, pedig egyszer már megvolt a vevő is, de a szerződéskötést végül elutasította a Magyar Nemzeti Vagyonkezelő.
A reptér iránt a legintenzívebben Kaposvár önkormányzata érdeklődik, ám súlyos eladósodottsága miatt 2013-ig (amikor az állam számtalan helyi önkormányzat adósságait részben, vagy egészben átvállalta) nem volt valódi lehetősége megvásárolni. 2014 novemberében az önkormányzat szavazásban erősítette meg a tulajdonszerzési szándékát. Ekkor Kaposvár kezdeményezte az állam 45%-os tulajdonrészének ingyenes átadását önkormányzati tulajdonba ami a reményeik szerint 2015-ben meg is történik. Ami után nemzetközi repülőtérré szeretnék fejleszteni.
A reptér teljes területe 2015 márciusában 45%-ban Kaposvár, 40%-ban a Magyar Állam, 10%-ban Taszár, 5%-ban pedig a KaposBusz Kft. tulajdonában állt.